# 馬渡勇喜
馬渡 勇喜（まわたり ゆうき、1909年（明治42年） - 没年不明）は、昭和時代の競泳選手。

## 経歴
明治大学在学中、1928年アムステルダムオリンピックに競泳日本代表として男子200m平泳ぎに出場したが予選落ちに終わった。
のち長崎游泳協会教師として木浦游泳場で水泳を指導した。